# 尾野透雅
尾野 透雅（おの ゆきまさ、2000年12月26日 - ）は、日本のアクション俳優、スーツアクター。東京都出身。ジャパンアクションエンタープライズ所属。

## 人物
JAE第51期生。
体重70kg。
特技は中国武術、音楽鑑賞。
仮面ライダーシリーズやスーパー戦隊シリーズなどでアクションクルーとして活躍し、2024年、『爆上戦隊ブンブンジャー』で初のレギュラーとなるブンオレンジを演じる。

## 出演作品

### テレビドラマ
- 日曜劇場 / ラストマン-全盲の捜査官-（2023年、TBS）
- 大河ドラマ / どうする家康（2023年、NHK）
- オシドラサタデー / ノッキンオン・ロックドドア 第5話（2023年、テレビ朝日） - 男

### 特撮テレビドラマ
- スーパー戦隊シリーズ（テレビ朝日）
  - 機界戦隊ゼンカイジャー（2021年 - 2022年）
  - 暴太郎戦隊ドンブラザーズ（2022年 - 2023年）
  - 王様戦隊キングオージャー（2023年 - 2024年）
  - 爆上戦隊ブンブンジャー（2024年 - 2025年） - ブンオレンジ[3][2]、チャンピオンブンオレンジ[2]、振騎玄蕃（吹き替え / 10）[2]、イシヤキイモキグルマーの声（バクアゲ33）
  - ナンバーワン戦隊ゴジュウジャー（2025年 - ）
- 仮面ライダーシリーズ（テレビ朝日）
  - 仮面ライダーリバイス（2021年 - 2022年）
  - 仮面ライダーギーツ（2022年 - 2023年） - 仮面ライダーターボン[4]
  - 仮面ライダーガッチャード（2023年 - 2024年）
  - 仮面ライダーガヴ（2024年 - ）
- 牙狼-GARO- ハガネを継ぐ者（2024年、TOKYO MX・BS日テレ）

### テレビ番組
- 関ジャニ∞クロニクルF（2021年、フジテレビ） - スタント
- マツコ&有吉 かりそめ天国（2023年、テレビ朝日）

### 映画
- 仮面ライダーシリーズ（東映）
  - 仮面ライダー ビヨンド・ジェネレーションズ（2021年）
  - 仮面ライダーギーツ×リバイス MOVIEバトルロワイヤル（2022年）
  - 映画 仮面ライダーギーツ 4人のエースと黒狐（2023年）
  - 仮面ライダー THE WINTER MOVIE ガッチャード&ギーツ 最強ケミー★ガッチャ大作戦（2023年）
  - 仮面ライダーガッチャード ザ・フューチャー・デイブレイク（2024年）
- スーパー戦闘 純烈ジャー 追い焚き☆御免（2022年、東映）
- スーパー戦隊シリーズ（東映）
  - 映画 王様戦隊キングオージャー アドベンチャー・ヘブン（2023年、東映）
  - 爆上戦隊ブンブンジャー 劇場BOON! プロミス・ザ・サーキット（2024年） - ブンオレンジ[5]

### オリジナルビデオ
- スーパー戦隊シリーズ（東映ビデオ）
  - 暴太郎戦隊ドンブラザーズVSゼンカイジャー（2023年）※小野透雅と誤記
  - 王様戦隊キングオージャーVSドンブラザーズ（2024年）
  - 爆上戦隊ブンブンジャーVSキングオージャー（2025年）
- 仮面ライダーギーツ ジャマト・アウェイキング（2024年、東映ビデオ）

### 配信ドラマ
- 仮面ライダーシリーズ（東映特撮ファンクラブ）
  - リバイスレガシー 仮面ライダーベイル（2022年）
  - 仮面ライダーセイバースピンオフ 仮面ライダーサーベラ&仮面ライダーデュランダル（2022年）
  - 仮面ライダーアウトサイダーズ ep.2「滅びの予兆とデザストの覚醒」（2023年）
  - ギーツエクストラ 仮面ライダータイクーンmeets仮面ライダーシノビ（2023年）
- パンドラの果実〜科学犯罪捜査ファイル〜Season2（2022年、Hulu）

### イベント
- スーパー戦隊シリーズ（シアターGロッソ）
  - 機界戦隊ゼンカイジャーショー（2021年 - 2022年）
  - 暴太郎戦隊ドンブラザーズショー（2022年 - 2023年） - ドンドラゴクウ
  - ナンバーワン戦隊ゴジュウジャー 制作発表イベント（2025年） - ゼンカイザー[6]
  - 爆上戦隊ブンブンジャー ヒーローショー 第4弾 宇宙を越える熱き絆！爆アゲ！Gロッソ FINAL LAP!!（2025年） - ブンオレンジ[7]

### 舞台
- JAE養成部第51期研修生 卒業公演（2021年、板橋区立文化会館）
- 滝沢歌舞伎（新橋演舞場）
  - ZERO2022（2022年）
  - ZERO FINAL（2023年）

### MV
- アルカラ 「tonight」（2022年、YouTube）